# God's Not Dead
God's Not Dead er en amerikansk kristen dramafilm fra 2014 instrueret af Harold Cronk. 

## Cast
- Shane Harper som Josh Wheaton
- Kevin Sorbo som Professor Jeffery Radisson
- David A. R. White som Ærværdighed Dave
- Trisha LaFache som Amy Ryan
- Hadeel Sittu som Ayisha
- Marco Khan som Misrab
- Cory Oliver som Mina
- Dean Cain som Mark
- Jim Gleason som Ward Wheaton
- Benjamin Onyango som Ærværdighed Jude
- Cassidy Gifford som Kara
- Paul Kwo som Martin Yip
- Newsboys som dem selv
- Willie Robertson som ham self
- Korie Robertson som hende selv